# Jean-Pierre David Heldenstein
Pour l’article homonyme, voir Heldenstein.
Jean-Pierre David Heldenstein, né le 29 décembre 1792 à Echternach et décédé le 19 octobre 1868 à Luxembourg, est un homme politique luxembourgeois.
Jean-Pierre est le bourgmestre de la ville de Luxembourg de 1848 à 1850 et de 1855 à 1865.